# Хансен, Хенриетте
Хенриетте Энгель Хансен (дат. Henriette Engel Hansen; 15 апреля 1982, Хиллерёд) — датская гребчиха-байдарочница, выступает за сборную Дании начиная с 2007 года. Участница трёх летних Олимпийских игр, чемпионка мира, обладательница серебряной и бронзовой медалей чемпионатов Европы, победительница многих регат национального и международного значения. Также известна как гребчиха на марафонских дистанциях, является четырёхкратной чемпионкой мира по марафонской гребле.

## Биография
Хенриетте Хансен родилась 15 апреля 1982 года в городе Хиллерёд. Активно заниматься греблей начала с раннего детства, проходила подготовку у коммуне Люнгбю-Торбек. Первое время выступала в марафонских дисциплинах, в частности в 2007 году одержала победу на чемпионате мира по марафонской гребле в венгерском Дьёре. В последующие годы ещё несколько раз повторяла это достижение.
Первого серьёзного успеха на взрослом международном уровне в спринтерской гребле добилась в сезоне 2008 года, когда попала в основной состав датской национальной сборной и благодаря череде удачных выступлений удостоилась права защищать честь страны на летних Олимпийских играх в Пекине. В одиночках на полукилометровой дистанции сумела дойти до стадии полуфиналов, где заняла предпоследнее седьмое место.
В 2009 году Хансен побывала на чемпионате Европы в немецком Бранденбурге, откуда привезла награду бронзового достоинства, выигранную в зачёте одиночных байдарок на дистанции 1000 метров — на финише её обошли только венгерка Каталин Ковач и немка Франциска Вебер. Будучи в числе лидеров гребной команды Дании, благополучно прошла отбор на Олимпийские игры 2012 года в Лондоне — в одиночках на дистанции 200 метров вновь остановилась на стадии полуфиналов, где финишировала седьмой, тогда как на дистанции 500 метров всё же сумела пробиться в главный финал «А» и показала там седьмое время, отстав от победившей венгерки Дануты Козак почти на три секунды.
После лондонской Олимпиады Хенриетте Хансен осталась в основном составе датской национальной сборной и продолжила принимать участие в крупнейших международных регатах. Так, в 2013 году она выиграла серебряную медаль на чемпионате Европы в португальском городе Монтемор-у-Велью — заняла второе место в одиночках на тысяче метрах, проиграв представительнице Сербии Далме Ружичич-Бенедек. Год спустя выступила на чемпионате мира в Москве, где вместе с напарницей Эммой Йоргенсен одержала победу в двойках на тысяче метрах.
В 2016 году отправилась представлять страну на Олимпийских играх в Рио-де-Жанейро. В одиночной дисциплине с шестого места квалифицировалась на предварительном этапе, однако на стадии полуфиналов финишировала лишь восьмой и прекратила борьбу за медали. Кроме того, стартовала здесь в четвёрках на пятистах метрах в составе четырёхместного экипажа, куда помимо неё вошли также гребчихи Эмма Йоргенсен, Ида Виллумсен и Амали Томсен, но попасть здесь в число призёров тоже не смогла — датчанки заняли пятое место в предварительном квалификационном заезде, на стадии полуфиналов были третьими, но в финале «А» пришли к финишу лишь шестыми, отстав от победившего экипажа из Венгрии на четыре с половиной секунды.